# Jacopo Facchin
Jacopo Facchin (* 16. April 1995 in Belluno) ist ein italienischer Grasskiläufer. Er gehört dem Kader des Italienischen Wintersportverbandes (FISI) an und startet seit 2010 im Weltcup.

## Karriere
Jacopo Facchin fuhr seine ersten FIS-Rennen im Juni 2010 und kam dabei zunächst zweimal unter die besten 20. Seit Juli startet er auch im Weltcup. Er nahm in der Saison 2010 an neun der elf Weltcuprennen teil und war nur in Dizin nicht am Start. In dem iranischen Skiort fand auch die Juniorenweltmeisterschaft 2010 statt, an der er ebenfalls nicht teilnahm. Seine vorläufig beste Weltcupplatzierung gelang ihm beim Saisonfinale mit Platz 13 im Slalom von Sestriere; bereits in seinem zweiten Weltcuprennen, dem Slalom von Čenkovice, hatte er im Juli den 16. Platz erreicht. Die anderen Rennen beendete er zwischen Rang 20 und Rang 30, nur in einem Slalom konnte er sich nicht für den zweiten Durchgang qualifizieren. Im Gesamtweltcup kam der Italiener auf Platz 39, punktegleich mit dem Japaner Rishu Okada.
In der Weltcupsaison 2011 fuhr Facchin dreimal unter die schnellsten 20. Im Gesamtweltcup konnte er sich um fünf Plätze auf Rang 34 verbessern. Im August/September nahm er im schweizerischen Goldingen erstmals an einer Weltmeisterschaft und der gleichzeitig ausgetragenen Juniorenweltmeisterschaft teil, erzielte allerdings in beiden Veranstaltungen nur Platzierungen im Schlussfeld. Seine besten Ergebnisse bei den Junioren waren zwei neunte Plätze im Slalom und in der Kombination, während in der Allgemeinen Klasse der 16. Platz im Slalom sein bestes Resultat war. Drei Top-20-Platzierungen in Weltcuprennen gelangen Facchin in der Saison 2012, den Gesamtweltcup beendete er an 33. Position. Bei der Juniorenweltmeisterschaft 2012 in Burbach erzielte er Platzierungen im Mittelfeld. Sein bestes Resultat war der zehnte Rang im Slalom.

## Erfolge

### Weltmeisterschaften
- Goldingen 2011: 16. Slalom, 23. Super-Kombination, 30. Super-G, 31. Riesenslalom

### Juniorenweltmeisterschaften
- Goldingen 2011: 9. Slalom, 9. Kombination, 20. Riesenslalom, 21. Super-G
- Burbach 2012: 10. Slalom, 14. Super-Kombination, 15. Super-G, 17. Riesenslalom

### Weltcup
- 8 Platzierungen unter den besten 20